# Pattedyrlignende krybdyr
De pattedyrlignende krybdyr (Synapsida) er en uddød dyregruppe som gav ophav til pattedyrene. Gruppen er kendetegnet ved at kraniet har et hul (apsis) mellem skælbenet, postorbitale og kindbenet.
De pattedyrlignende krybdyr dominerede på landjorden i Perm og begyndelsen af Trias og overlevede således Perm-Triasgrænsen.

## Kladistisk taksonomi
Ifølge

bør klassificeringen derfor være således:
- Synapsida (pattedyrlignende krybdyr)
  - Eupelycosauria
    - Sphenacodontia
      - Sphenacodontoidea
        - Therapsida
          - Dinocephalia
          - Dicynodontia
          - Theriodontia
            - Gorgonopsia
            - Cynodontia, (Mammalia, Mammaliaformes Pattedyr: hund, menneske, kat...)